# Liebe Mutter, es geht mir gut …

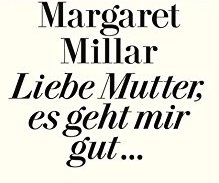

Liebe Mutter, es geht mir gut … (amerikanischer Originaltitel: Beast in View) ist ein Kriminalroman der kanadisch-amerikanischen Autorin Margaret Millar, der 1955 bei Random House in den Vereinigten Staaten erschien. Der Roman wurde im Folgejahr mit dem Edgar Allan Poe Award in der Rubrik Bester Roman – Best Novel ausgezeichnet. 1967 wurde das Buch in einer Übersetzung von Elizabeth Gilbert erstmals im deutschsprachigen Raum beim Diogenes Verlag veröffentlicht.

## Beschreibung

### Allgemeiner Aufbau
Der Roman Liebe Mutter, es geht mir gut … ist durchweg fiktional. Er umfasst in der deutschen Ausgabe 240 Seiten und ist in 16 durchnummerierte Kapitel aufgeteilt, die keine eigenen Titel haben. Das gesamte Buch wird aus der Position eines Erzählers in der Vergangenheitsform wiedergegeben, der sowohl Einblicke in die konkrete Handlung wie auch in die Gedanken und Erinnerungen der Personen hat. Die Geschichte spielt in Los Angeles, wobei die Handlungsorte wechseln. Es handelt sich dabei jedoch weitgehend um real existierende Stadtbezirke, Straßen und Gebäude. Der Hauptstrang der Handlung begleitet die Protagonistin Helen Clarvoe und Mr. Blackshear, den sie mit der Aufklärung ihrer Probleme beauftragt hat. Weitere kürzere Stränge beginnen oder enden bei anderen Personen, sind jedoch eng mit dem Hauptstrang verwoben. Parallel werden immer wieder die Aktivitäten von Evelyn Merrick beschrieben.

### Handlung
Der Roman beginnt mit einem Anruf, den Helen Clarvoe in ihrem Hotelzimmer entgegennimmt. Die Anruferin ist eine alte Freundin namens Evelyn Merrick, an die sie sich jedoch nicht erinnern kann und die sie verbal attackiert. Miss Clarvoe hatte sich nach dem Tod ihres Vaters vollständig in das Hotel zurückgezogen, mit ihrer Mutter und ihrem Bruder Douglas ist sie zerstritten. Nach dem Telefonat bittet sie die Telefonistin des Hotels, ihr die Nummer der Anruferin zu geben, diese kann jedoch keinen Anruf finden. Sie ruft Mr. Blackshear, den Vermögensverwalter ihres Vaters, zu sich und bittet ihn, ihr bei der Suche nach der Frau Merrick zu helfen. Dieser versucht aufgrund von Andeutungen aus dem Telefongespräch, Anhaltspunkte zu ihr über eine Modellschule und danach über den unsympathischen Fotografen Jack Terola sowie den Maler Harley Moore zu finden. Bei allen war Evelyn Merrick und wollte, dass sie über ein Porträt unsterblich gemacht würde. Während Blackshear bei Moore ist, bekommt dessen Frau Bertha einen Anruf von Evelyn Merrick und lädt sie zu sich ein. Kurz darauf meldet sich ihr Mann bei ihr und warnt sie vor Mrs. Merrick, die kurz danach bei ihr eintrifft, jedoch nicht eingelassen wird. Sie beredet Mrs. Moore durch die verschlossene Tür und erzählt ihr von sexuellen Verhältnissen ihres Mannes mit den Malmodellen und darüber, dass auch sie bald ein Baby von ihm bekommen könnte. Sie verschwindet, kurz bevor Mr. Moore und Mr. Blackshear eintreffen.
Helen Clarvoes Mutter Verna meldet sich bei Helen und teilt ihr mit, dass sich Mr. Blackshear bei ihr gemeldet hat und sich mit ihr treffen wolle, zugleich lädt sie Helen zum Essen anlässlich des Geburtstages von Douglas ein und erinnert sie daran, dass ein nicht zu klein bemessener Geldbetrag ein gutes Geschenk wäre. Während Verna Clarvoe auf Mr. Blackshear wartet, bittet sie ihren Sohn, sich besser anzuziehen und vor allem seinen Ohrring zu entfernen. Beide streiten sich über seinen Lebensstil, danach zieht er sich zurück und verlässt das Haus aus seinem Fenster. Als Mr. Blackshear kommt, informiert er Verna über die Belästigung ihrer Tochter und fragt, ob sie Evelyn Merrick kennt. Verna erzählt ihm, dass Evelyn Helens Jugendfreundin und später die Ehefrau von Douglas war. Er bekommt von ihr die Adresse von Evelyns Mutter, die er besuchen möchte, um Evelyn zu finden. Als Mr. Blackshear gegangen ist, bekommt Verna einen Anruf von Evelyn Merrick, die ihr haarklein erzählt, dass ihr Sohn Douglas homosexuell sei und eine Beziehung mit dem Fotografen Jack Terola habe. Sie beschreibt „einige der Dinge, welche sich im hinteren Teil von Mr. Terolas Atelier abspielen.“
Helen Clarvoe beginnt am Folgetag, sich an Evelyn als ihre alte Schulfreundin zu erinnern. Die beiden Mädchen hatten fast alles miteinander gemacht und in ihren Erinnerungen kommt eine Ballszene hervor, bei der Evelyn mit allen anderen Gästen scherzte und tanzte, während sich Helen selbst den gesamten Abend in der Toilette einschloss. Später belog sie ihren Vater und erzählte ihm, dass sie sich gut amüsiert habe, und schilderte ihm vor allem die Aktivitäten ihrer Freundin als ihre eigenen. Die Lüge wurde am Folgetag aufgedeckt und sie musste ihrem Vater die Wahrheit sagen; am späteren Abend konnte sie ihre Eltern belauschen, die sich über sie unterhielten, wobei ihre Mutter vor allem darauf bedacht war, dass sie nicht schuld sei: „Du kannst eben keine Rose aus einer Distel machen.“ Sie endet mit „Ein Jammer, dass wir keine Tochter haben wie Evie.“ Danach begann Helen damit, Lügen über Evelyn zu verbreiten. Mr. Blackshear besucht an dem Tag Annabel Merrick, die Mutter von Evelyn in Westwood.
Mrs. Merrick erzählt ihm von der Ehe zwischen Douglas und Evelyn und vor allem darüber, wie sie direkt nach der Hochzeitsreise wieder beendet wurde und Evelyn danach psychisch gelitten hat. Währenddessen stellt Verna Clarvoe ihren Sohn Douglas zur Rede und befragt ihn, ob er tatsächlich schwul sei. Er beruhigt sie, indem er es verneint, und sie glaubt ihm zuerst, steigert sich jedoch danach in die „Krankheit“ ihres Sohnes hinein und will Terola zur Rede stellen, von dem sie behauptet, er hätte Douglas „verführt“. Damit konfrontiert, gesteht er ihr, dass er bereits seit Jahren Beziehungen zu Männern hat, und bittet sie, nicht zu Terola zu gehen, weil er „seine Frau“ ist; Verna bricht zusammen und verlässt ihn voll Abscheu. Als sie wieder gegangen ist, geht Douglas ins Bad; er nimmt Schlaftabletten und versucht, sich die Pulsadern zu öffnen, dann wird er ohnmächtig und schlägt mit dem Schädel auf das Waschbecken. Dort wird er später von seiner Mutter tot aufgefunden.
Mr. Blackshear besucht Helen Clarvoe im Hotel und informiert sie über den Tod ihres Bruders und seine bisherigen Gespräche. Er informiert sie auch über den Anruf von Evelyn bei ihrer Mutter, der zu dem Tod ihres Bruders führte und bittet sie, zu ihrer Mutter zu fahren und sie zu unterstützen. Zugleich bietet er ihr Unterstützung an, ihre Ängste zu überwinden und wieder in die Gesellschaft zurückzukehren. Er unterhält sich mit ihr auch über Evelyn und ihre ehemalige Beziehung zueinander. Beide versuchen sie zu verstehen, warum Evelyn versucht, ihr Umfeld zu zerstören. Helen sagt zu, zu ihrer Mutter zu fahren, kommt dort jedoch auch nach längerer Zeit nicht an. Blackshear fährt derweil zu Terola in das Atelier und findet sein Fotomodell Miss Rath aufgewühlt und ihn selbst mit einer Schere ermordet vor. Er überredet Miss Rath, die Polizei zu rufen, und fährt zurück zum Haus der Clarvoes, da er weiß, dass Verna mittags zu Terola ins Atelier gehen und ihn zur Rede stellen wollte. Diese hatte sich jedoch nicht zu ihm getraut und war im Auto sitzengeblieben, um danach unverrichteter Dinge zurückzufahren. Verna hatte zudem Annabel Merrick angerufen, ihre Tochter beschimpft und sie des Mordes an Douglas bezichtigt; daraufhin kam Annabel ins Haus und es gab einen weiteren Streit, in dessen Verlauf herauskam, dass Evelyn zu dem genannten Zeitpunkt am Vorabend nicht Verna angerufen haben konnte.
In der nächsten Szene erinnert sich die vermeintliche Evelyn an den Tod von Jack Terola. Sie hatte ihn aufgesucht, um mit ihm zu reden und ihn zu bitten, sie unsterblich zu machen. Er wies sie ab und nannte sie verrückt, woraufhin sie ihn mit der Schere attackierte. Sie ruft erneut bei Verna an, noch während Mr. Blackshear bei ihr ist. Sie fragen sie, wo Helen sei, und Evelyn antwortet, dass Helen es sich anders überlegt habe und nun in einem Bordell arbeite. Mr. Blackshear besucht daraufhin Claire Laurence, bei der Evelyn nach Angaben ihrer Mutter lebt. Er erzählt ihr von den Anrufen und seinem Verdacht, dass sie eine Persönlichkeitsspaltung haben könne. Evelyn selbst kommt kurz danach nach Hause und Blackshear redet auch mit ihr, doch sie streitet jeden Kontakt mit den Clarvoes und vor allem zu Helen ab. Helen wacht derweil in einem Bordell auf, wo sie von der Betreiberin Madame Bella und der Prostituierten Molly geweckt wird. Sie war betrunken an das Haus gekommen und wurde bewusstlos aufgefunden; Madame Bella ging davon aus, dass sie wie andere Frauen als Prostituierte arbeiten wolle. Helen streitet dies ab und sagt, dass Evelyn sie hergebracht habe – als Bella nicht nachgibt, flieht sie aus dem Haus auf die Straße und hält, nachdem sie herumgeirrt und beinahe überfahren worden ist, ein Taxi an, das sie zu ihrem Hotel zurückbringen soll. Dort angekommen, geht sie in die Halle und will in ihre Suite zurück, allerdings wird sie von Evelyn Merrick abgefangen, die sie dringend sprechen will. Sie unterhalten sich und Evelyn leugnet alle Gespräche und Treffen, die Helen mit ihr gehabt habe. Helen zieht sich in den Lift zurück und lässt Evelyn stehen; im Lift bittet sie den Liftboy gereizt, sie nicht Miss Clarvoe, sondern Evelyn zu nennen. Kurz darauf trifft auch Blackshear im Hotel ein und gemeinsam mit Evelyn fährt er zur Suite von Helen, um mit ihr zu reden. Im Zimmer streitet sich nun Helens Zweitpersönlichkeit Evelyn mit ihr und weist Blackshear, der mittlerweile die Schizophrenie von Helen erkannt hat, hinter der Tür mit der Stimme von Evelyn ab. Gemeinsam mit der echten Evelyn überredet er Helen, die Tür zu öffnen, und sie bezeichnet die echte Evelyn als Betrügerin. Weiterhin mit Blackshear und Evelyn konfrontiert, rennt sie zum Spiegel, beginnt, sich an beide Persönlichkeiten zu erinnern, und sieht ein „Riesenrad von Gesichtern“ und hört deren Stimmen. Während sich Blackshear langsam nähert, nimmt sie den Brieföffner, den sie in der Hand hält, und sticht ihn sich in die Kehle. Der Roman endet offen mit den Worten

„Sie verspürte keinen Schmerz, nur ein leichtes Verwundern darüber, wie schön ihr Blut aussah – wie hellrote, endlose Bänder, welche sich nie wieder binden ließen.“

## Hauptpersonen
In dem Roman kommen im Wesentlichen die folgenden Personen vor:
- Helen Clarvoe ist eine junge Frau, die sich nach dem Tod ihres Vaters in ein Hotel zurückgezogen und sämtliche Kontakte mit ihrer Familie und anderen Menschen abgebrochen hat. Sie kommuniziert mit ihrer Mutter und ihrem Bruder sowie mit dem Vermögensverwalter ihres Vaters vor allem brieflich. Als Haupterbin ist sie reich, durch ihren Rückzug hat sie jedoch außer den Kosten für ihre Unterkunft kaum Ausgaben. Helen steigert sich in eine Schizophrenie, bei der sie zunehmend die Rolle ihrer alten Schulfreundin Evelyn Merrick einnimmt und in dieser Rolle andere Personen in ihrem Umfeld und darüber hinaus durch Anrufe und Besuche belästigt.
- Verna Clarvoe ist die Mutter von Helen und Douglas. Sie war ein Model und genoss den Reichtum ihres Mannes, konzentrierte sich jedoch vor allem auf Nebensächlichkeiten und zog ihren Sohn immer ihrer scheuen Tochter vor. Sie lebt in dem Haus ihres verstorbenen Mannes, kann sich jedoch den Unterhalt und auch vieles weitere nicht mehr leisten, da Helen das Geld ihres Mannes geerbt hat. Verna ist Alkoholikerin und enttäuscht von Helen und Douglas, die beide keine Beziehung haben und ihr keine Enkelkinder geben können. Im Rahmen der Geschichte erfährt sie, dass ihr Sohn homosexuell ist.
- Douglas Clarvoe ist der Bruder von Helen. Er ist ein Lebemann, der sich um sein Auskommen kaum schert. Stattdessen studiert er verschiedene Kunstrichtungen und Musik und unterhält Beziehungen mit Männern, zuletzt mit dem Fotografen Terola.
- Mr. Paul Blackshear ist der Vermögensberater von Helens Vater und auch von ihr. Nachdem er von Helen gebeten wurde, sich um die Belästigungen und andere Vorkommnisse zu kümmern, versucht er, den Fall aufzuklären und Helen zu helfen.
- Evelyn Merrick ist eine Jugendfreundin von Helen, die von dieser immer beneidet wurde. Sie war mit Douglas verheiratet, trennte sich von diesem jedoch wieder, nachdem sie bemerkte, dass er schwul ist und die Ehe nur als Tarnung eingegangen war. Sie selbst studiert und hat mit den Clarvoes kaum noch Kontakt.

Weitere Personen haben für den Verlauf der Geschichte nur eine periphere Rolle, etwa als Zeugen der Aktivitäten oder als Personen, die mit den Hauptpersonen in Kontakt treten.

## Rezeption
Beast in View war der erste internationale Erfolg der kanadisch-amerikanischen Autorin Margaret Millar. Das Buch wurde 1956 mit dem Edgar Allan Poe Award in der Rubrik Bester Roman – Best Novel ausgezeichnet und nachfolgend in zahlreiche Sprachen übersetzt. 1967 erschien beim Diogenes Verlag eine deutsche Übersetzung als deutsche Erstausgabe von Elizabeth Gilbert, bis zum Februar 2015 wurde es von Diogenes 17 Mal aufgelegt.

## Ausgaben
- Margaret Millar: Beast in View Random House, New York 1955 (Erstausgabe)
- Margaret Millar: Liebe Mutter, es geht mir gut … 1. Auflage, Diogenes Verlag, Zürich 1967 (Deutsche Erstausgabe)
- Margaret Millar: Liebe Mutter, es geht mir gut … 17. Auflage, Diogenes Verlag, Zürich 2015 (Aktuelle Auflage)